# جغد علفی آفریقا
جغد علفی آفریقا (نام علمی: Tyto capensis) نام یک گونه از سرده جغدهای انبار است.